# District de Sujawal
Le district de Sujawal (en ourdou : ضلع سجاول) est une subdivision administrative du sud de la province du Sind au Pakistan. Le district est créé en 2013 et sa capitale est Sujawal. Il possède un accès à la mer d'Arabie où se jette l'Indus. Ce dernier marque la frontière ouest du district et l'Inde sa frontière orientale.
Le district compte près de 800 000 habitants en 2017. La population, qui parle essentiellement sindhi, est surtout rurale et vit de l'agriculture. Le district est pauvre et peu développé. C'est par ailleurs un fief du Parti du peuple pakistanais.

## Histoire
Le territoire de Sujawal, compris dans la région historique de « Laar » ou Thatta, a été sous la domination de diverses puissances au cours de l'histoire, notamment le Sultanat de Delhi puis l'Empire moghol, avant d'être est intégrée au Raj britannique en 1858. La population majoritairement musulmane a soutenu la création du Pakistan en 1947.
Le tehsil de Sujawal était autrefois inclus dans le district de Thatta, avant d'être élevé au rang de district le 14 octobre 2013. L'Indus marque la nouvelle frontière entre ces deux districts.
Cette décision conduit à des réactions variées : elle est soutenue par le Parti du peuple pakistanais qui promet ainsi un rapprochement entre l'administration et les habitants. Les opposants à cette décision craignent une atteinte à l'identité culturelle du sud de la province.

## Démographie
Lors du recensement de 1998, la population du tehsil de Sujawal, qui constituera plus tard le district a été évaluée à 513 702 personnes, dont environ 12 % d'urbains.
Le recensement suivant mené en 2017 pointe une population de 781 967 habitants, soit une croissance annuelle de 2,2 %, un peu inférieure aux moyennes nationale et provinciale de 2,4 %. Le taux d'urbanisation baisse un peu pour s'établir à 11 %.
La langue la plus parlée du district est de loin le sindhi, pour près de 99 % des habitants. Le district a une minorité d'hindous (4 % en 1998) et de chrétiens (0,4 %).

## Administration

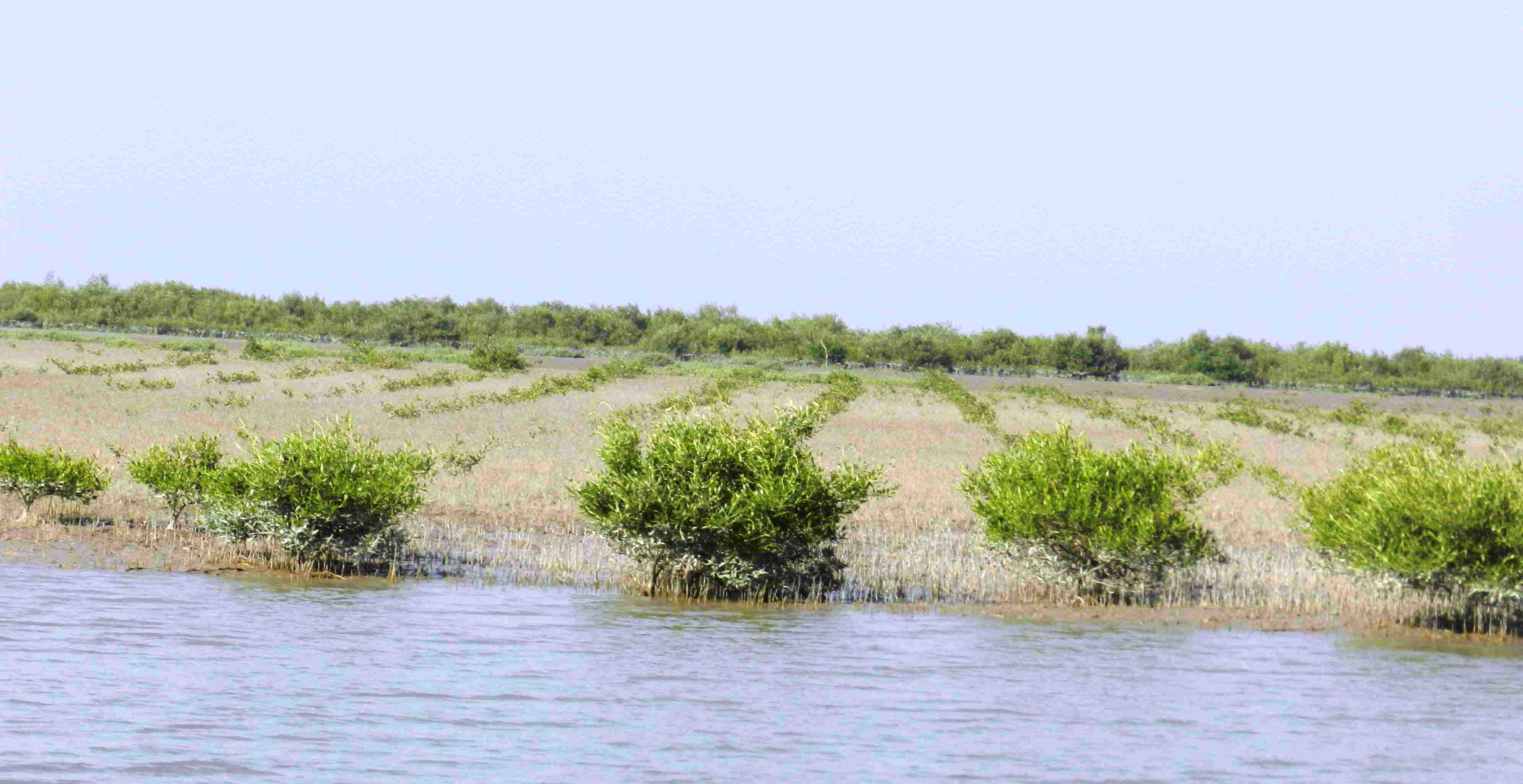
Mangroves dans le tehsil de Shah Bunder.

Le district est divisé en cinq tehsils (ou talukas) ainsi que 37 Union Councils.
| Tehsil         | Population (rec. 2017) |
| -------------- | ---------------------- |
| Jati           | 202 299                |
| Kharo Chan     | 10 235                 |
| Mirpur Bathoro | 210 959                |
| Shah Bunder    | 159 887                |
| Sujawal        | 198 587                |

Seule une ville du district compte plus de 20 000 habitants, selon le recensement de 2017. Il s'agit de la capitale Sujawal, qui rassemble près de 4 % des habitants du district et 41 % de sa population urbaine.
| Ville   | Population (rec. 2017) |
| ------- | ---------------------- |
| Sujawal | 35 325                 |

## Économie et éducation

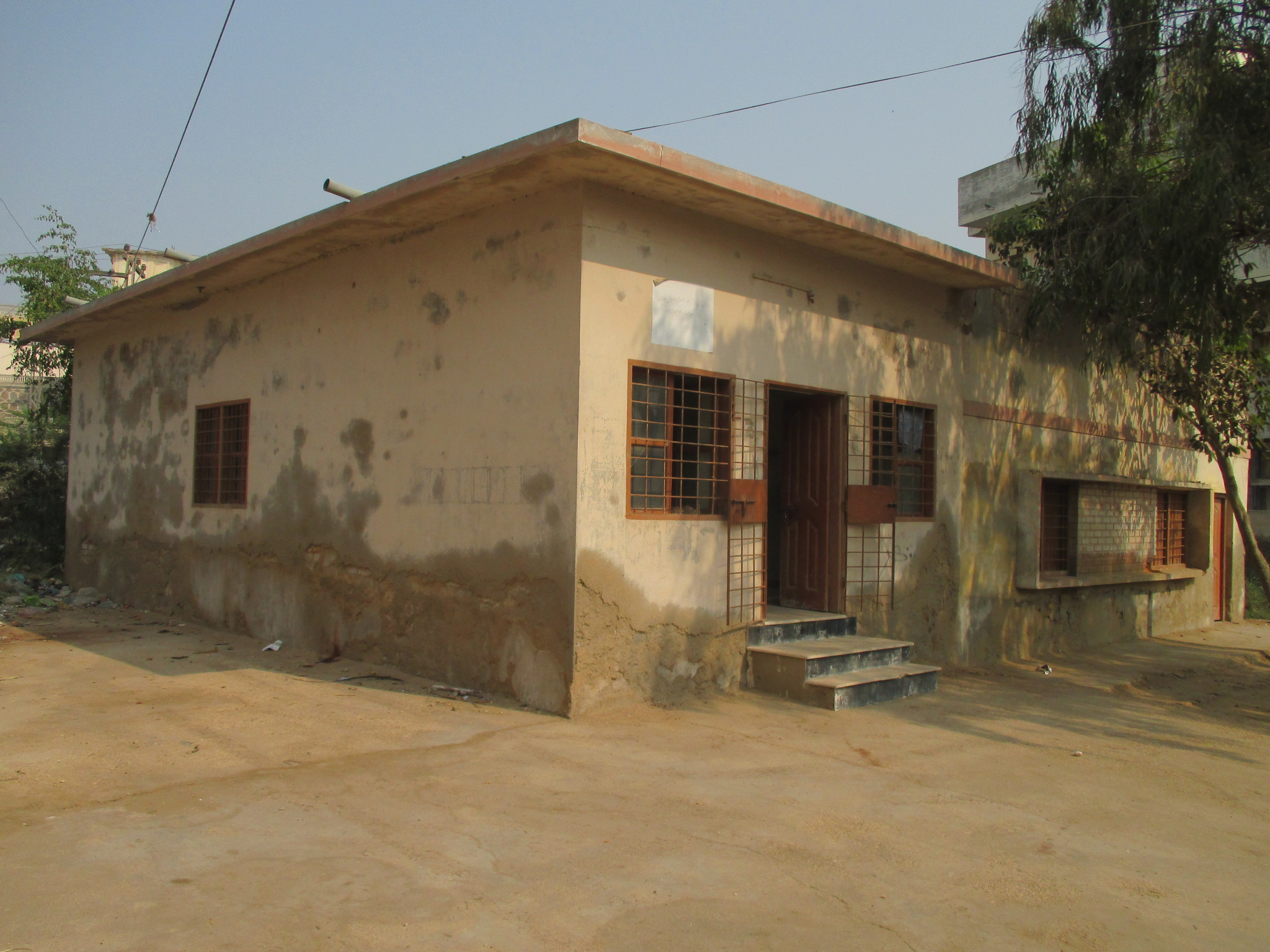
Bureau de poste situé dans le district.

Sujawal figure parmi les districts les moins développés du pays. Il est essentiellement rural, peu doté en infrastructures et services publics, et ses habitants vivent principalement de l'agriculture et de la pêche. Le district n'est pas desservi par les routes nationales ni par le train. Par ailleurs, il est partiellement enclavé entre le fleuve Indus qui le coupe de Thatta et la frontière indienne.
Selon un classement national de la qualité de l'éducation, le district se trouve parmi les moins bien notés du pays, avec une note de 34 sur 100 et une égalité entre filles et garçons de 56 %. Il est classé 139e sur 141 districts au niveau des résultats scolaires et 143e sur 155 au niveau de la qualité des infrastructures des établissements du primaire.

## Politique
À la suite de la réforme électorale de 2018, le district est représenté par la circonscription no 231 à l'Assemblée nationale ainsi que les deux circonscriptions no 75 et 76 de l'Assemblée provinciale du Sind. Lors des élections législatives de 2018, elles sont toutes remportées par des membres du Parti du peuple pakistanais.
| Parti                                      | Voix (national) | %       | Élus nationaux | Élus provinciaux |
| ------------------------------------------ | --------------- | ------- | -------------- | ---------------- |
| Parti du peuple pakistanais                | 129 980         | 89,37 % | 1              | 2                |
| Muttahida Majlis-e-Amal                    | 11 184          | 7,69 %  | 0              | 0                |
| Autres partis                              | 828             | 0,54 %  | 0              | 0                |
| Indépendants                               | 10 850          | 7,10 %  | 0              | 0                |
| Total exprimés (participation : 45,89 %)   | 152 862         | 100 %   | 1              | 2                |
| Source : Commission électorale du Pakistan |                 |         |                |                  |